# 가와게타역
가와게타역(일본어: 川桁駅)은 일본 후쿠시마현 야마군 이나와시로정에 위치한 동일본 여객철도 반에쓰사이선의 철도역이다. 상대식 승강장 2면 2선의 구조를 갖춘 지상역이다.

## 타는 곳
| 1 | ■ 반에쓰사이선 | 하행 | 이나와시로 · 아이즈와카마쓰 · 기타카타 방면          |
| 1 | ■ 반에쓰사이선 | 상행 | 반다이아타미 · 고리야마 방면                         |
| 2 | ■ 반에쓰사이선 | 하행 | 이나와시로 · 아이즈와카마쓰 · 기타카타 방면 (2대 만) |

## 이용 현황
| 승차 인원 추이 | 승차 인원 추이 |
| 연도           | 1일 평균       |
| -------------- | -------------- |
| 2000           | 145            |
| 2001           | 140            |
| 2002           | 123            |
| 2003           | 115            |
| 2004           | 107            |

## 역 주변
- 리스텔 스키 판타지아 (스키장)

## 인접 역
| 동일본 여객철도 ■ 반에쓰사이선 | 동일본 여객철도 ■ 반에쓰사이선 | 동일본 여객철도 ■ 반에쓰사이선 |
| ------------------------------ | ------------------------------ | ------------------------------ |
| 반다이아타미 고리야마 방면     | □ 쾌속                         | 이나와시로 기타카타 방면       |
| 세키토 고리야마 방면           | ■ 보통                         | 이나와시로 니쓰 방면           |